# Кісіндія
Кісіндія (рум. Chisindia) — село у повіті Арад в Румунії. Адміністративний центр комуни Кісіндія.
Село розташоване на відстані 374 км на північний захід від Бухареста, 61 км на схід від Арада, 126 км на південний захід від Клуж-Напоки, 89 км на північний схід від Тімішоари.

## Населення
За даними перепису населення 2002 року у селі проживали 1002 особи.
Національний склад населення села:
| Національність | Кількість осіб | Відсоток |
| -------------- | -------------- | -------- |
| румуни         | 975            | 97,3%    |
| цигани         | 24             | 2,4%     |

Рідною мовою назвали:
| Мова      | Кількість осіб | Відсоток |
| --------- | -------------- | -------- |
| румунська | 976            | 97,4%    |
| циганська | 23             | 2,3%     |